# Ruis (communicatie)
Ruis is een verzamelnaam voor storingen in menselijke communicatie. 
Een voorbeeld van ruis in communicatie is als een spreker meer uitdrukkingsmiddelen gebruikt dan strikt noodzakelijk. Een ander voorbeeld is redundantie, een spreker herhaalt zich bij het spreken.
Er zijn twee soorten ruis in communicatie: interne ruis en externe ruis. Interne ruis houdt in dat de communicatie gestoord wordt door een innerlijke toestand van (een van) de communicatiepartners. Iemand die zich bijvoorbeeld niet goed voelt of met zijn gedachten ergens anders is, kan daardoor delen van de boodschap missen. Externe ruis houdt in dat op het moment van communiceren de boodschap verstoord wordt door bijvoorbeeld lawaai, waardoor de ontvanger bepaalde delen van de boodschap mist.
Verder kan ruis onderverdeeld worden in intentionele en non-intentionele ruis. Intentionele ruis wordt met opzet gemaakt. Bijvoorbeeld veel lawaai maken zodat de zender niet te verstaan is. Non-intentionele ruis wordt zonder opzet gemaakt. Bijvoorbeeld het onbewust gebruik van moeilijke woorden waardoor de ontvanger de boodschap niet begrijpt. Zowel in de zakelijke als in de privésfeer zien we ook nog veelvuldig een tussenvorm: een of meer betrokkenen contamineren of censureren, al dan niet moedwillig, de discussie met persoonlijke, vaak emotioneel bepaalde stokpaardjes die een doeltreffend uitwisselingsproces belemmeren of zelfs blokkeren.

## In- of externe ruis
Externe ruis zijn factoren die de ontvanger van de boodschap afleiden waardoor de informatieoverdracht wordt verstoord. Voorbeeld: Een rumoerige omgeving die maakt dat iemand tijdens het voeren van het gesprek wordt afgeleid.
Onder interne ruis worden factoren verstaan die liggen in de ontvanger of de verzender. Interne ruis kan verschillende oorzaken hebben:
- Het gesprek vindt plaats in een taal die een of beide gesprekspartners onvoldoende beheersen
- Culturele verschillen
- Een of beide gesprekspartners zijn geëmotioneerd
- De verzender drukt zich onduidelijk uit of maakt onvoldoende onderscheid tussen hoofd- en bijzaken
- De ontvanger trekt voorbarige conclusies of interpreteert de informatie op een manier die de verzendende partij niet voorzag
- De ontvanger ervaart de informatie als irrelevant en verwerkt deze bewust of onbewust niet
- De zender geeft meer informatie dan de ontvangende partij kan verwerken ("information overload").